# Aichinger
Aichinger ist ein deutscher Familienname.

## Varianten
- Eichinger

## Namensträger
- Alan Aichinger (1705–1780), österreichischer Zisterzienserabt
- Alfred Aichinger (1934–2009), österreichischer Politiker (SPÖ)
- Bärbel Aichinger (* 1940), deutsche Hockeyspielerin
- Carl Friedrich Aichinger (1717–1782), deutscher Sprachforscher
- Christian Aichinger (* 1951), österreichischer Bankmanager
- Daniel Aichinger (* 1974), deutscher Schauspieler
- Elfi Aichinger (* 1961), österreichische Jazzmusikerin
- Emmanuela Aichinger (1917–2005), deutsche Ordensgeistliche und Äbtissin des Klosters Tettenweis
- Erwin Aichinger (1894–1985), österreichischer Pflanzensoziologe
- Fritz Aichinger (* 1946), österreichischer Politiker (ÖVP)
- Georg von Aichinger (1826–1891), Generaldirektor der K. K. priv. Kronprinz-Rudolfs-Bahn
- Gerhard Aichinger (Gerhard Aick; 1900–1978), österreichisch-deutscher Schriftsteller
- Gregor Aichinger (1564–1628), deutscher Komponist
- Hans Aichinger (* 1959), deutscher Maler
- Heribert Aichinger (1903–1985), österreichischer Schauspieler
- Hermann Aichinger (1885–1962), österreichischer Architekt
- Hermann Aichinger junior (1917–1965), österreichischer Architekt
- Ilse Aichinger (1921–2016), österreichische Schriftstellerin
- Josef Aichinger (1955–2021), österreichischer Kulturmanager und Festivalleiter
- Karl Aichinger (1951–2014), deutscher Maler und Bildhauer
- Lukas Aichinger (* 1992), österreichischer Jazzmusiker
- Manfred Aichinger (* 1960), österreichischer Choreograf und Tanzpädagoge
- Martin Aichinger (um 1592–1636), protestantischer Prädikant, Mystiker und Bauernkriegsführer
- Michael Aichinger (* 1963), österreichischer Politiker (SPÖ)
- Oskar Aichinger (* 1956), österreichischer Komponist und Jazzmusiker
- Renate Aichinger (* 1976), österreichische Schriftstellerin und Regisseurin
- Utz Aichinger (1938–2023), deutscher Hockeyspieler
- Walter Aichinger (Politiker, 1916) (1916–1994), österreichischer Politiker (FPÖ), Landtagsabgeordneter in Salzburg
- Walter Aichinger (Politiker, 1953) (1953–2024), österreichischer Politiker (ÖVP), Landesrat in Oberösterreich
- Wolfgang Aichinger (* 1952), österreichischer Cellist und Hochschullehrer